# 1956年夏季奧林匹克運動會越南代表團
越南共和國（南越）以越南名義參與了由澳洲墨爾本主辦的1956年夏季奧林匹克運動會，共派出六名男子運動員參賽。

## 單車
爭先賽
- 黎文福（英语：Lê Văn Phước） — 第16名

計時賽
- 阮文堯（英语：Nguyễn Văn Nhieu） — 1:23.6（→第22名）

個人公路賽
- 吳成廉（英语：Ngô Thành Liêm） — 未完成（→沒有排名）
- 阮有話（英语：Nguyễn Hw Thoa） — 未完成（→沒有排名）
- 陳家秋（英语：Trần Gia Thu） — 未完成（→沒有排名）
- 黎中中（英语：Trung Trung Lê） — 未完成（→沒有排名）

## 外部連結
- Official Olympic Reports